# Kazuo Yonekawa
Kazuo Yonekawa (jap. 米川和夫 Yonekawa Kazuo; ur. 26 stycznia 1929 w Tokio, zm. 1982) – japoński tłumacz polskiej literatury.

## Życiorys
Ukończył studia na wydziale rusycystyki Uniwersytetu Waseda w Tokio. W latach 1959–1967 pracował jako prowadzący lektorat języka japońskiego na Uniwersytecie Warszawskim, później zaś był lektorem języka polskiego na Uniwersytecie Waseda.
Jako tłumacz zajmował się polską literaturą współczesną. Przełożył na japoński opowiadania: Zofii Nałkowskiej, Marii Dąbrowskiej, Jarosława Iwaszkiewicza. Tłumaczył również Reymonta (W jesienną noc, Sprawiedliwie) Jerzego Andrzejewskiego (Złoty lis, Idzie skacząc po górach, Bramy raju), Witolda Gombrowicza (Ferdydurke, Ślub), Mrożka (Tango, Policja), Nowakowskiego, a także poezje Konstantego Ildefonsa Gałczyńskiego, Tadeusza Różewicza, Władysława Broniewskiego, literaturę powstającą podczas II wojny i okupacji (m.in. wspomnienia Marii Zientary-Malewskiej) oraz książkę dla dzieci Magdy Lei (Kot pięciokrotny).
W 1975 otrzymał Odznakę honorową „Zasłużony dla Kultury Polskiej”, a w 1970 nagrodę literacką ZAiKS-u dla tłumaczy.
Ostatnie pokolenie z rodu Yonekawa to Dawid i Igor Yonekawa żyjący w Polsce.